# Ożegów
Ożegów – wieś w Polsce, położona w województwie łódzkim, w powiecie pajęczańskim, w gminie Siemkowice.
| SIMC    | Nazwa     | Rodzaj    |
| ------- | --------- | --------- |
| 0712806 | Graniczno | część wsi |
| 0712812 | Koziniec  | część wsi |
| 0712829 | Lendówka  | część wsi |
| 0712835 | Ługi      | część wsi |
| 0712841 | Ożegówek  | część wsi |
| 0712858 | Pieńki    | część wsi |
| 0712864 | Podgórze  | część wsi |

W latach 1954-1961 wieś była siedzibą władz gromady Ożegów, po jej likwidacji w gromadzie Siemkowice. W latach 1975–1998 miejscowość administracyjnie należała do województwa sieradzkiego.
Mieszkał tu do 1939 r.  Marian Stanisław Baranowski (ur. 7 maja 1912 w Naramicach, pow. wieluński, zm. wiosną 1940 w Katyniu) – podporucznik rezerwy piechoty Wojska Polskiego, harcmistrz Związku Harcerstwa Polskiego, nauczyciel, ofiara zbrodni katyńskiej.